# رافاييل فاران
رافاييل كزافييه فاران (
تنطق بالفرنسية: [ʁafaɛl vaʁan]
؛ مواليد في 25 أبريل 1993) هو لاعب كرة قدم فرنسي سابق من أصل مارتينيكي يلعب في مركز الدفاع.
لعب سابقاً مع نادي لانس الفرنسي، وقبل موسم 2010–11، بدأ في التدريب مع الفريق الأول وظهر على مقاعد البدلاء في العديد من مباريات الدوري. شارك فاران لأول مرة في عام 2010 في سن 17 عامًا، في مباراة بالدوري ضد مونبلييه. بعد موسم واحد مع النادي الفرنسي، وكلاعب كرة قدم محترف، انضم فاران إلى ريال مدريد في صيف 2011.
منذ انضمامه لأحد قطبي إسبانيا، شارك بأكثر من 300 مباراة مع النادي وفاز بـ18 بطولة، أهمها: وهي ثلاث ألقاب في الدوري الإسباني، ولقب وحيد في كأس الملك، وأربعة ألقاب في كأس العالم للأندية، وأربعة ألقاب في دوري أبطال أوروبا. في سن 24 سنة فقط، فاز فاران بكأسه الثالثة في دوري أبطال أوروبا مما جعله أصغر مدافع على الإطلاق يفوز بثلاث بطولات في دوري أبطال أوروبا، ويتفوق على باولو مالديني الذي كان في السادسة والعشرين من عمره عندما فاز بلقب دوري أبطال أوروبا الثالث.
لعب فاران مع المنتخب الفرنسي للفئات السنية، تحت 18 سنة، وتحت 20 سنة، وتحت 21 سنة. وشارك لأول مرة مع المنتخب الأول في مارس 2013 ومثل بلاده في كأس العالم 2014. بعد أداءه المثير للإعجاب خلال كأس العالم 2014، تم ترشيحه لجائزة أفضل لاعب شاب. فاز بكأس العالم 2018 حيث لعب كل الدقائق من جميع المباريات.
وقد وصف إريك أسادوريان، مدرب شباب لانس، فاران بأنه «لاعب من الدرجة الأولى حقًا» و «مرتاح على المستويين التكتيكي والتقني». يعتبر العديد من اللاعبين السابقين ومديري كرة القدم الحاليين، مثل فرناندو هييرو جوزيه مورينيو، فاران أحد أفضل المدافعين في كرة القدم العالمية.

## مسيرته الكروية

### لانس
قام المدرب جان غاي باستدعائه لأول مرة أمام ستاد رين، وقد شارك فاران بلقاءه الأول في الدوري بديلا للمصاب علاء الدين يحي أمام مونبلييه كمدافع محوري.أدائه الرائع أثار عدة فرق كمانشستر يونايتد. لعب وسط مدافع أمام نادي بوردو.شارك فاران في 24 مباراة مع ناديه وسجل خلالهم هدفين أحدهما أمام كان ليعطي فريقه الفوز والآخر أمام موناكو ولكن هذا الهدف لم يكن كافيا للفوز.قاد فاران فريقه للفوز عدة مرات. تمكن هذا اللاعب الشاب من حمل شارة الكابتن للمرة الأولى وهو في سن الثامنة عشرة.

### ريال مدريد

#### موسم 2011–12
في 28 يوليو 2011 أُعلن بأن نادي لنس توصل إلى اتفاق مع نادي ريال مدريد الإسباني بشأن انتقال اللاعب رافاييل فاران، والصفقة كانت تقدر بـ 10 ملايين يورو، بعدما أنهى فاران الفحوصات الطبية ووقع بعقد مع النادي يمتد لمدة ستة سنوات.بعد اصابة ريكاردو كارفاليو قام خوزيه مورينهو باقحامه في التشكيلة الأساسية وكان ذلك أمام راسينغ سانتاندرو قد قام بحماية مرمى كاسياس في البداية حمل رقم 19. شارك فاران في 15 مباراة مع ناديه الجديد.
تمكن فاران من تسجيل أول أهدافه مع ريال مدريد أمام رايو فيركانو في مسابقة الدوري الأسباني وبذلك أصبح فاران أصغر لاعب أجنبي يسجل هدفاً لريال مدريد بعمر 18 سنة و152 يوم، أما هدفه الثاني كان ضد فريق بونفيرادينا (الذي كان يلعب في الدرجة الثالثة للدوري الإسباني) وكان الهدف في بطولة كاس ملك إسبانيا، وكان قد فاز فاران بمسابقة الدوري الإسباني 2011–12.

#### موسم 2012–13
في موسم 2012–13 أخذ فاران الرقم 2 مع ريال مدريد، ولعب أول مباراة له بالموسم ضد نادي مانشستر سيتي بمسابقة دوري أبطال أوروبا وكان قد فاز وقتها ريال مدريد بنتيجة 3–2. في 30 يناير 2013 أنقذ فاران فريقه بعد أن سجل هدف ضد برشلونة ضمن مسابقة كأس ملك إسبانيا حيث انتهت المباراة بالتعادل بنتيجة 1–1 في ملعب سانتياغو بيرنابيو حينها قاد فاران فريقه للتعادل في الدقيقة 81 بكرة عرضية من زميله اوزيل. وفي مباراة الإياب لنفس الدور وعلى ملعب الكامب نو سجل فاران هدفه الثاني على برشلونة وهو الهدف الثالث لفريقه في تلك المبارة ليقود فريه للفوز بـ3–1 والتاهل للنهائي وقدم اداء رائعا حيث كانت تدخلاته الدقيقة سبب في عدم ظهور ميسي في المباراة. نجح فاران في كسب ثقة المدرب.
أظهر فاران مستوى مذهل في ذهاب كلاسيكو الكأس أمام برشلونة حيث أبقى على آمال النادي الملكي عندما أحرز هدف التعادل بعد أن قدم أداء مذهل في المباراة. وفي مباراة الإياب سجل الهدف الثالث لفريقه في المبارة التي انتهت 3–1 وأشاد به النقاد حيث لقبه العديد منهم بظاهرة الدفاع الجديد.

#### موسم 2013–14
أصيب فاران في موسم 2013–14 لذا لم يلعب أكثر من نصف الموسم، لكنه شارك في مباراة نهائي دوري أبطال أوروبا 120 دقيقة كاملة وفاز ريال مدريد بهذه المباراة بنتيجة 4–1 ضد غريمه أتلتيكو مدريد ليفوز فاران بموسم 2013–14 بدوري أبطال أوروبا وكأس ملك إسبانيا.

#### موسم 2014–15
في 18 سبتمبر 2014، وقع فاران عقدًا جديدًا مدته ست سنوات سيبقيه في ريال مدريد حتى عام 2020.

#### موسم 2015–16
كان فاران يشارك بشكل متقطع عندما فاز ريال مدريد بدوري أبطال أوروبا 2015–16.

#### موسم 2016–17
على الرغم من تواجده القليل بسبب الإصابات خلال الموسم، فقد شارك في 23 مباراة، عندما فاز ريال مدريد في الدوري الإسباني 2016–17. شارك كأساسي في المباراة النهائية عندما فاز مدريد بدوري أبطال أوروبا 2016–17.

#### موسم 2017–18
تم تمديد عقده حتى عام 2022 في 27 سبتمبر 2017. خلال دوري أبطال أوروبا 2017–18، شارك في أحد عشر مباراة، عندما فاز مدريد بلقب دوري أبطال أوروبا الثالث على التوالي والثالث عشر في التاريخ.

#### موسم 2018–19
خلال الموسم، شارك فاران في 43 مباراة، وفاز بكأس العالم للأندية 2018.

#### موسم 2019–20
كان لاعبًا أساسياً خلال هذا الموسم في الدوري، حيث فاز ريال مدريد في الدوري الإسباني 2019–20.

### مانشستر يونايتد
في 27 يوليو 2021، أعلن نادي مانشستر يونايتد عن توصله لاتفاق مع ريال مدريد لانتقال المدافع الفرنسي إلى صفوف الشياطين الحمر بعد خضوعه للفحص الطبي والاتفاق على الشروط الشخصية.
نادي كومو
وفي 28 يوليو 2024 أعلن نادي كومو، الصاعد حديثاً للدوري الإيطالي، تعاقده مع فاران لمدة عامين في صفقة انتقال حر بعدما انتهى عقد اللاعب مع مانشستر يونايتد.

## مسيرته الدولية
استدعي فاران للمنتخب الفرنسي لأول مرة في أغسطس 2012 لكنه لم يشارك في المباراة. وقد شارك بأول مباراة له مع منتخب فرنسا بتاريخ 22 مارس 2013 في تصفيات كاس العالم ضد جورجيا وقتها فاز المنتخب الفرنسي 3–1.

### كأس العالم 2014

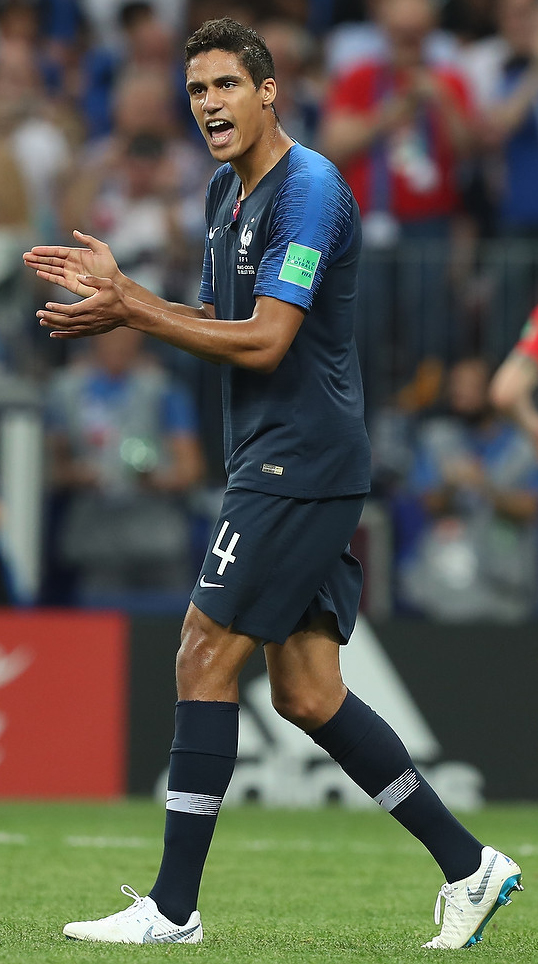
فاران مع فرنسا في نهائي كأس العالم 2018.

أستدعي فاران لقائمة اللاعبين المشاركين مع منتخب فرنسا في كأس العالم 2014 في البرازيل. وقد شارك فاران في كأس العالم ضد هندوراس وفاز وقتها المنتخب الفرنسي 3–0. وقد شارك أيضًا ضد سويسرا وانتهت المباراة بفوز فرنسا 5–2. وشارك أيضًا ضد نيجيريا في مباراة ثمن نهائي كأس العالم 2014 وفاز المنتخب الفرنسي 2–0، وأخيرًا شارك في مباراة ربع النهائي ضد ألمانيا وانتهت النتيجة بخسارة المنتخب الفرنسي بنتيجة 1–0 وخروجه من البطولة.
في 24 مايو 2016، تم استبعاد فاران من بطولة أمم أوروبا 2016 بسبب إصابته في الفخذ، وحل محله عادل رامي.

### كأس العالم 2018
في 17 مايو 2018، تم أستدعاء فاران إلى القائمة النهائية المشاركة في كأس العالم 2018 في روسيا. لعب جميع مباريات فرنسا السبعة وشارك في كل الدقائق. في دور ربع النهائي أمام الأوروغواي، طرد فاران ذكريات كابوس ربع نهائي 2014 عندما سجل هدف الافتتاح في مباراة فوز فرنسا 2–0.
فازت فرنسا لاحقاً بكأس العالم للمرة الثانية في التاريخ، وأصبح فاران رابع لاعب يكون بطلاً لكأس العالم ودوري أبطال أوروبا في نفس العام، بعد كريستيان كاريمبو (عام 1998) وروبرتو كارلوس (في عام 2002) وسامي خضيرة (في عام 2014). جميع اللاعبين الذين حققوا هذا الإنجاز مثل فاران، كانوا يلعبون مع ريال مدريد في الوقت الذي فازوا فيه بكأس العالم.

### كأس العالم 2022
شارك فاران مع المنتخب الفرنسي خلال كأس العالم 2022 وكان له دور بارز في المساهمة لتأهل منتخب بلاده إلى المباراة النهائية، وخسرت فرنسا بركلات الترجيح أمام الأرجنتين ٤-٢ ، بعد انتهاء الوقت الأصلي بنتيجة ٢-٢ وامتداد المباراة للأوقات الإضافية إذ تم خلالها تسجيل هدفين للفريقين لتكون النتيجة ٣-٣ .
وحصلت فرنسا على الميدالية الفضية.

## الإحصائيات

### النادي
آخر تحديث 22 مايو 2021.
| النادي     | الموسم   | الدوري          | الدوري |         | الكأس الوطني | الكأس الوطني | أوروبا | أوروبا  | أخرى   | أخرى    | المجموع | المجموع |
| النادي     | الموسم   | الدرجة          | الظهور | الأهداف | الظهور       | الأهداف      | الظهور | الأهداف | الظهور | الأهداف | الظهور  | الأهداف |
| ---------- | -------- | --------------- | ------ | ------- | ------------ | ------------ | ------ | ------- | ------ | ------- | ------- | ------- |
| لانس       | 2010–11  | الدوري الفرنسي  | 23     | 2       | 1            | 0            | —      | —       | —      | —       | 24      | 2       |
| ريال مدريد | 2011–12  | الدوري الإسباني | 9      | 1       | 2            | 1            | 4      | 0       | 0      | 0       | 15      | 2       |
| ريال مدريد | 2012–13  | الدوري الإسباني | 15     | 0       | 7            | 2            | 11     | 0       | 0      | 0       | 33      | 2       |
| ريال مدريد | 2013–14  | الدوري الإسباني | 14     | 0       | 2            | 0            | 7      | 0       | 0      | 0       | 23      | 0       |
| ريال مدريد | 2014–15  | الدوري الإسباني | 27     | 0       | 4            | 2            | 12     | 0       | 3      | 0       | 46      | 2       |
| ريال مدريد | 2015–16  | الدوري الإسباني | 26     | 0       | 0            | 0            | 7      | 0       | —      | —       | 33      | 0       |
| ريال مدريد | 2016–17  | الدوري الإسباني | 23     | 1       | 3            | 1            | 10     | 2       | 3      | 0       | 39      | 4       |
| ريال مدريد | 2017–18  | الدوري الإسباني | 27     | 0       | 1            | 0            | 11     | 0       | 5      | 0       | 44      | 0       |
| ريال مدريد | 2018–19  | الدوري الإسباني | 32     | 2       | 4            | 0            | 4      | 0       | 3      | 0       | 43      | 2       |
| ريال مدريد | 2019–20  | الدوري الإسباني | 32     | 2       | 1            | 1            | 8      | 0       | 2      | 0       | 43      | 3       |
| ريال مدريد | 2020–21  | الدوري الإسباني | 31     | 2       | 0            | 0            | 9      | 0       | 1      | 0       | 41      | 2       |
| ريال مدريد | المجموع  | المجموع         | 236    | 8       | 24           | 7            | 83     | 2       | 17     | 0       | 360     | 17      |
| الإجمالي   | الإجمالي | الإجمالي        | 259    | 10      | 25           | 7            | 83     | 2       | 17     | 0       | 384     | 19      |

1. ↑  تشمل كأس فرنسا وكأس الرابطة الفرنسية وكأس ملك إسبانيا
2. 1 2 3 4 5 6 7 8 9 10  المباريات في دوري أبطال أوروبا
3. ↑  مباراة واحدة في كأس السوبر الإسباني، مباراتين في كأس العالم للأندية
4. 1 2  مباراة واحدة في كأس السوبر الأوروبي، مباراتين في كأس العالم للأندية
5. ↑  مباراة واحدة في كأس السوبر الأوروبي، مباراتين في كأس العالم للأندية
6. 1 2  المباريات في كأس السوبر الإسباني

1 .
2 تشمل كأس السوبر الإسباني، كأس السوبر الأوروبي وكأس العالم للأندية.

### المنتخب
آخر تحديث 28 يونيو 2021.
| المنتخب | العام   | الظهور | الأهداف |
| ------- | ------- | ------ | ------- |
| فرنسا   | 2013    | 4      | 0       |
| فرنسا   | 2014    | 13     | 1       |
| فرنسا   | 2015    | 10     | 1       |
| فرنسا   | 2016    | 8      | 0       |
| فرنسا   | 2017    | 5      | 0       |
| فرنسا   | 2018    | 14     | 1       |
| فرنسا   | 2019    | 10     | 2       |
| فرنسا   | 2020    | 7      | 0       |
| فرنسا   | 2021    | 8      | 0       |
| المجموع | المجموع | 79     | 5       |

### الأهداف الدولية
اعتبارًا من 28 يونيو 2021. قائمة الأهداف والنتائج مع منتخب فرنسا الأول.
| # | التاريخ        | المكان                                     | الخصم      | الهدف | النتيجة | المسابقة                     |
| - | -------------- | ------------------------------------------ | ---------- | ----- | ------- | ---------------------------- |
| 1 | 18 نوفمبر 2014 | ملعب فيلودروم، مارسيليا، فرنسا             | السويد     | 1–0   | 1–0     | ودية                         |
| 2 | 26 مارس 2015   | ملعب فرنسا، سان دوني، فرنسا                | البرازيل   | 1–0   | 1–3     | ودية                         |
| 3 | 6 يوليو 2018   | ملعب نيجني نوفغورود، نيجني نوفغورود، روسيا | الأوروغواي | 1–0   | 2–0     | كأس العالم 2018              |
| 4 | 22 مارس 2019   | ملعب زيمبرو، كيشيناو، مولدوفا              | مولدوفا    | 2–0   | 4–1     | تصفيات بطولة أمم أوروبا 2020 |
| 5 | 14 نوفمبر 2019 | ملعب فرنسا، سان دوني، فرنسا                | مولدوفا    | 1–1   | 2–1     | تصفيات بطولة أمم أوروبا 2020 |

## الانجازات

### النادي

#### ريال مدريد
- الدوري الإسباني: 2011–12،[28] 2016–17،[29] 2019–20[30]
- كأس السوبر الإسباني: 2012،[31] 2017،[32] 2019–20[33]
- كأس ملك إسبانيا: 2013–14[34]
- دوري أبطال أوروبا: 2013–14،[35] 2015–16،[36] 2016–17،[37] 2017–18[38]
- كأس السوبر الأوروبي: 2014،[39] 2016،[40] 2017[41]
- كأس العالم للأندية: 2014،[42] 2016،[43] 2017،[44] 2018[45]

### المنتخب
فرنسا
- كأس العالم: 2018[46][47]
- دوري الأمم الأوروبية: 2021[48]

### الفردية
- فيفبرو الفريق الثالث: 2015، 2017[49][50]
- فيفبرو الفريق الرابع: 2016[51]
- فيفبرو الفريق الخامس: 2014[52]
- فيفبرو مُرشح: 2019 (المدافع الثاني عشر)
- تشكيلة الموسم في دوري أبطال أوروبا: 2017–18[53]
- فريق الأحلام في كأس العالم: 2018[54]
- فريق كل النجوم وفقاُ لفانتازي ماكدونالدز في كأس العالم: 2018[55]
- مدافع الموسم من الويفا – الوصيف: 2018[56]
- جائزة اليويفا لأفضل فريق: 2018[57]
- فريق العام من قبل الاتحاد الدولي لتاريخ وإحصاءات كرة القدم: 2018

الأوسمة
- وسام جوقة الشرف: 2018[58]

## وصلات خارجية
- رافاييل فاران على موقع الاتحاد الدولي (مؤرشف)  (الإنجليزية)
- رافاييل فاران على موقع الاتحاد الأوربي (الإنجليزية)
- رافاييل فاران على موقع رابطة كرة القدم الفرنسية للمحترفين (الإنجليزية)
- رافاييل فاران على موقع إي إس بي إن إف سي (الإنجليزية)
- رافاييل فاران على موقع قاعدة بيانات كرة القدم.إي يو (الإنجليزية)
- رافاييل فاران على موقع ليكيب (الفرنسية)
- رافاييل فاران على موقع ناشيونال فوتبول تيمز (الإنجليزية)
- رافاييل فاران على موقع Soccerbase.com (لاعب) (الإنجليزية)
- رافاييل فاران على موقع Soccerway.com (الإنجليزية)
- رافاييل فاران على موقع عالم كرة القدم.نت (الإنجليزية)